# Ewa Galewska
Ewa Joanna Galewska – polska prawnik, doktor habilitowana nauk prawnych, nauczyciel akademicki Uniwersytetu Wrocławskiego, specjalistka w zakresie prawa międzynarodowego.

## Życiorys
W 2001 ukończyła studia prawnicze na Wydziale Prawa, Administracji i Ekonomii Uniwersytetu Wrocławskiego, praca magisterska pt. "Prawo antymonopolowe Unii Europejskiej". Doktoryzowała się w 2002 na uczelni macierzystej w oparciu o pracę pt. "Implementacja dyrektyw telekomunikacyjnych" (kierownik – prof. dr hab. Jan Kolasa).
Od 2006 roku jest pracownikiem naukowo-dydaktycznym Centrum Badań Problemów Prawnych i Ekonomicznych Komunikacji Elektronicznej. Od 2007 jest radcą prawnym w Okręgowej Izbie Radców Prawnych we Wrocławiu.
Stopień doktora habilitowanego otrzymała w 2017 na UWr na podstawie rozprawy zatytułowanej "Obowiązek zawarcia umowy o połączeniu sieci telekomunikacyjnych".

## Wybrane publikacje
- Prawo nowych technologii, 2021, ISBN 978-83-8223-513-5
- Competition law in Poland, 2020, ISBN 978-94-035-2441-2
- Rozstrzyganie sporów w sektorze telekomunikacyjnym, 2018, ISBN 978-83-8085-577-9